# Pascal Salin
Pascal Salin (Parigi, 16 maggio 1939) è un economista francese.

## Biografia
Iniziò gli studi iscrivendosi alla Facoltà di giurisprudenza dell'Università di Bordeaux, laureandosi poi in economia all'Istituto di studi politici di Parigi.
Dopo il dottorato, conseguì la libera docenza e cominciò a insegnare presso l'Università di Poitiers e l'Università di Nantes. Nel 1969 fu chiamato come professore ordinario all'Università di Parigi-Dauphine, dove ha fondato il centro di ricerca economica Jean-Baptiste Say.
Dal 1994 al 1996 è stato presidente della Società Mont Pelerin.
Nel 2009, in concomitanza con il suo pensionamento, è stato nominato professore emerito dall'Università di Parigi-Dauphine.

## Pensiero
Influenzato da pensatori liberali come Frédéric Bastiat, Ludwig von Mises, Friedrich von Hayek e Milton Friedman, è sostenitore dell'individualismo e del sistema di banche libere, ovvero della liberalizzazione e della privatizzazione della moneta.
È stato più volte ospite di conferenze e convegni organizzati dai centri studi liberali italiani quali il Centro italiano documentazione azione studi di Torino e l'Istituto Bruno Leoni.

## Opere
- Pascal Salin, La tirannia fiscale, traduzione di Serena Sinibaldi, introduzione di Antonio Martino, Macerata, Liberilibri, 1996  [1989].
- Pascal Salin, Liberalismo, a cura di Giuseppina Gianfreda, Soveria Mannelli, Rubbettino Editore, 2002  [2000].
- Pascal Salin, Giuseppina Gianfreda e Nathalie Janson, Mercato o politica monetaria?, Roma, Luiss University Press, 2002.
- Pascal Salin, Globalizzazione o barbarie, traduzione di Lorenzo Maggi, prefazione di Rudi Bogni, Soveria Mannelli - Treviglio, Rubbettino Editore e Leonardo Facco Editore, 2006  [1992].
- Pascal Salin, La concorrenza, traduzione di Lorenzo Maggi, Soveria Mannelli, Rubbettino Editore, 2007  [1995].
- Pascal Salin, Ritornare al capitalismo per evitare le crisi, prefazione di Francesco Forte, Soveria Mannelli, Rubbettino Editore, 2011  [2010].
- Pascal Salin, Liberiamoci!, traduzione di Lorenzo Maggi, Macerata, Liberilibri, 2014  [2013].